# Ahmed Otaif
Pour les articles homonymes, voir Otaif.
Ahmed Otaif, né le 14 avril 1983 à Riyad, orthographié parfois Ahmed Ateef, est un footballeur international saoudien, évoluant au poste de milieu de terrain. Il est le frère d'Abdoh Otaif.

## Carrière
Formé à l'Al-Shabab, Otaif intègre l'équipe professionnelle en 2002 et joue son premier match en équipe première en 2003. Dès sa première saison, il devient Champion d'Arabie saoudite. Otaif remporte pour la seconde fois le championnat en 2006 avant de soulever, deux fois consécutivement, la King Cup of Champions. Il est de nouveau champion d'Arabie saoudite en 2012.
En 2008, il joue pour la première fois en équipe d'Arabie saoudite. Il est ensuite sélectionné pour la Coupe d'Asie des nations 2011. Otaif joue deux matchs avec la sélection saoudienne lors de cette compétition. L'Arabie saoudite quitte le tournoi dès le premier tour.

## Palmarès
- Champion d'Arabie saoudite en 2004, 2006 et 2012
- Vainqueur de la King Cup of Champions en 2008 et 2009
- Vainqueur de la Coupe d'Arabie saoudite en 2009, 2010 et 2011